# Chelydra rossignonii
Espèce
Synonymes
- Emysaurus rossignonii Bocourt, 1868
- Chelydra serpentina rossignonii (Bocourt, 1868)

Statut de conservation UICN

 VU A2d : Vulnérable
Chelydra rossignonii est une espèce de tortue de la famille des Chelydridae.

## Répartition
Cette espèce se rencontre en Amérique tropicale :
- en Mexique dans les États de Campeche, du Chiapas, de Tabasco et de Veracruz ;
- au Belize ;
- en Guatemala ;
- au Honduras.

## Publication originale
- Bocourt, 1868 : Description de quelques chéloniens nouveaux appartenant a la faune Mexicaine. Annales des Sciences Naturelles, Zoologie et Paléontologie, Paris, ser. 5, vol. 10, p. 121–122 (texte intégral).